# Mimi (fleuve)
Pour les articles homonymes, voir Mimi.
Le fleuve Mimi  (anglais : Mimi River) est un cours d’eau de la région de Taranaki, dans le district de New Plymouth, dans le sud de l’Île du Nord de la Nouvelle-Zélande.

## Géographie
Le fleuve s’écoule globalement vers le sud-ouest à partir de sa source dans un secteur très vallonné situé à 25 kilomètres au nord-est de la ville d’Urenui pour atteindre finalement la mer à 5 kilomètres au nord-est de la ville. La State Highway 3/S H 3 (en) suit le trajet de la vallée de la rivière Mimi sur une partie de sa longueur
.